# Ozyptila rauda
Ozyptila rauda (лат.) — вид пауков семейства Пауки-бокоходы (Thomisidae). Встречается в Европе (в том числе Россия), на Кавказе и Турции, в Азии до Казахстана. Длина тела самцов 3,5 мм, самки от 3,4 до 3,7 мм. Основная окраска коричневая со светлыми и тёмными отметинами.
Голени первой пары ног вентрально с двумя парами шипов; волоски заострённые или булавовидные. Педипальпы самцов с тегулярным апофизом, эпигинум с чехлом. Первые две пары ног развёрнуты передними поверхностями вверх, заметно длиннее ног третьей и четвёртой пар. Паутину не плетут, жертву ловят своими видоизменёнными передними ногами.